# Kaspars Petrovs
Kaspars Petrovs (1977/1978) is een Letse seriemoordenaar die op 12 mei 2005 werd veroordeeld voor de moord op ten minste dertien vrouwen, acht pogingen daartoe en diefstal. Hij zit een levenslange gevangenisstraf uit.

## Grotere aanklacht
Petrovs werd oorspronkelijk aangehouden op verdenking van vijf moorden in 2003, maar bekende bij de daaropvolgende verhoren tot wel dertig vrouwen te hebben omgebracht. De officiële aanklacht tegen Petrovs sprak over 38 berovingen en verwurgingen in Riga tussen 2000 en 2003. Dertien daarvan konden worden bewezen. Van veel anderen werd gedacht dat ze een natuurlijke dood waren gestorven (Petrovs overviel met name oudere vrouwen) en zij werden al begraven voor er een autopsie gedaan kon worden. Vaak ontbraken er ook duidelijke sporen van geweld.

## Werkwijze
Petrovs werkte volgens een vast modus operandi. Doorgaans volgde hij vrouwen wanneer ze op weg naar huis waren om eenmaal daar aangekomen met geweld hun huis binnen te dringen. Soms deed hij zich voor als medewerker van het gasbedrijf om zich toegang te verschaffen. Eenmaal binnen wurgde hij de vrouwen en roofde hij de huizen leeg. Petrovs beweerde later dat het nooit zijn bedoeling was geweest om zijn slachtoffers te doden, maar dat hij ze alleen bewusteloos wilde krijgen om ze te kunnen beroven. Volgens hem ademden ze vaak ook nog wanneer hij het huis verliet.